# Adolf Kußmaul
Adolph Kußmaul (em alemão:  Carl Philipp Adolf Konrad Kußmaul; Graben, 22 de fevereiro de 1822 — Heidelberg, 28 de maio de 1902) foi um médico alemão. Filho e neto de médicos, nasceu em Graben, próximo a Karlsruhe, e estudou em Heidelberg. Entrou para o exército após a graduação, passando dois anos como cirurgião. Em seguida passou um período como médico familiar antes de ir para Wurtzburgo para fazer o doutorado orientado por Rudolf Virchow.
Foi depois Professor de Medicina em Heidelberg (1857), Erlangen (1859), Freiburg im Breisgau (1859) e Estrasburgo (1876).

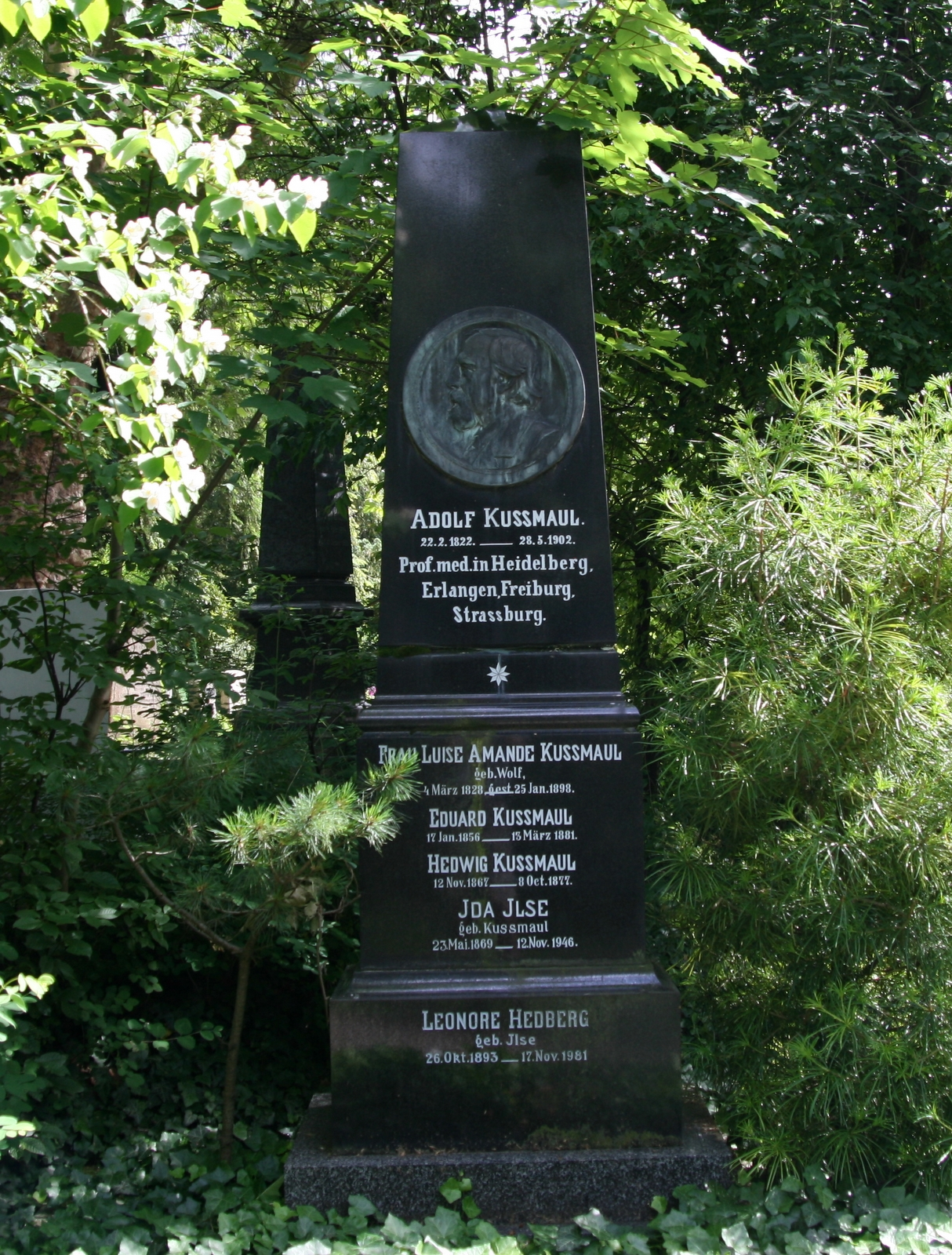
Sepultura em Heidelberg

Morreu em Heidelberg.